# 10227 Izanami
A 10227 Izanami (ideiglenes jelöléssel 1997 VO6) a Naprendszer kisbolygóövében található aszteroida. T. Kagawa, Urata Takesi fedezte fel 1997. november 4-én.